# Mukō

Mukō (向日市 Mukō-shi?) este un municipiu din Japonia, prefectura Kyoto.